# Nemanja Maksimović
Nemanja Maksimović (em sérvio: Немања Максимовић; Belgrado, 26 de janeiro de 1995) é um futebolista sérvio que atua como volante ou meia. Atualmente, joga pelo Shabab Al Ahli.

## Títulos

### Clube
Astana
- Campeonato Cazaque de Futebol (2): 2015, 2016
- Copa Cazaquistão de Futebol (1): 2016
- Supercopa do Cazaquistão (1): 2015

### Internacional
Sérvia
- Campeonato Europeu Sub-19 (1): 2013
- Campeonato Mundial de Futebol Sub-20 (1): 2015

### Ordens
- República Sérvia: Medalha do Mérito[2]